# Мур, Гарри (футболист, 1861)
Ге́нри То́мас Мур (англ. Henry Thomas Moore), более известный как Га́рри Мур (англ. Harry Moore; 27 июня 1861 — 24 сентября 1939) — английский футболист и крикетист. Выступал за футбольный клуб «Ноттс Каунти», провёл два матча за национальную сборную Англии.

## Биография
Родился в Ноттингеме в семье бакалейщика. С 1881 по 1888 год выступал за футбольный клуб «Ноттс Каунти».
24 февраля 1883 года дебютировал за сборную Англии против сборной Ирландии на ливерпульском стадионе «Эгберт Крикет Граунд», в котором англичане разгромили соперника со счётом 7:0. 14 марта 1885 года провёл свой второй (и последний) матч за сборную Англии: это была игра Домашнего чемпионата Великобритании против сборной Уэльса на стадионе «Лемингтон Роуд» в Блэкберне, которая завершилась вничью со счётом 1:1.
Помимо футбола занимался крикетом. Впоследствии работал садовником.